# Ibrahim Javadi
Ibrahim Javadi, persisch ابراهیم جوادی, (* 28. Juli 1943 in Qazvin) ist ein ehemaliger iranischer Ringer. Der Freistilringer gewann bei den Olympischen Sommerspielen 1972 in München die Bronzemedaille im Papiergewicht (48 kg).
Der technisch versierte Javadi errang bei den Ringer-Weltmeisterschaften der Jahre 1969 in Mar del Plata, 1970 in Edmonton, 1971 in Sofia und 1973 in Teheran die Goldmedaille. Ibrahim Javadi war auch auf kontinentaler Ebene besonders erfolgreich: er gewann zweimal Gold bei den Asienspielen 1970 in Bangkok und 1974 in Teheran. Für seine Verdienste um den Ringersport wurde er im September 2011 in die FILA International Wrestling Hall of Fame aufgenommen.